# Arthur Lee (1er vicomte Lee de Fareham)
Pour les articles homonymes, voir Arthur Lee et Lee.
Arthur Hamilton Lee (8 novembre 1868-21 juillet 1947), est un soldat anglais, diplomate, homme politique, philanthrope et mécène des arts. Après des affectations militaires et une affectation à l'ambassade britannique à Washington, il prend sa retraite de l'armée en 1900. Il entre en politique, est élu pour la première fois en 1900, puis est ministre de l'Agriculture et de la Pêche et premier lord de l'amirauté après la Première Guerre mondiale. Il fait don de sa maison de campagne, Chequers, à la nation en tant que résidence secondaire pour le Premier ministre et cofonde le Courtauld Institute of Art.

## Jeunesse et famille

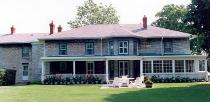
Ancienne résidence de Lee au Collège militaire royal du Canada

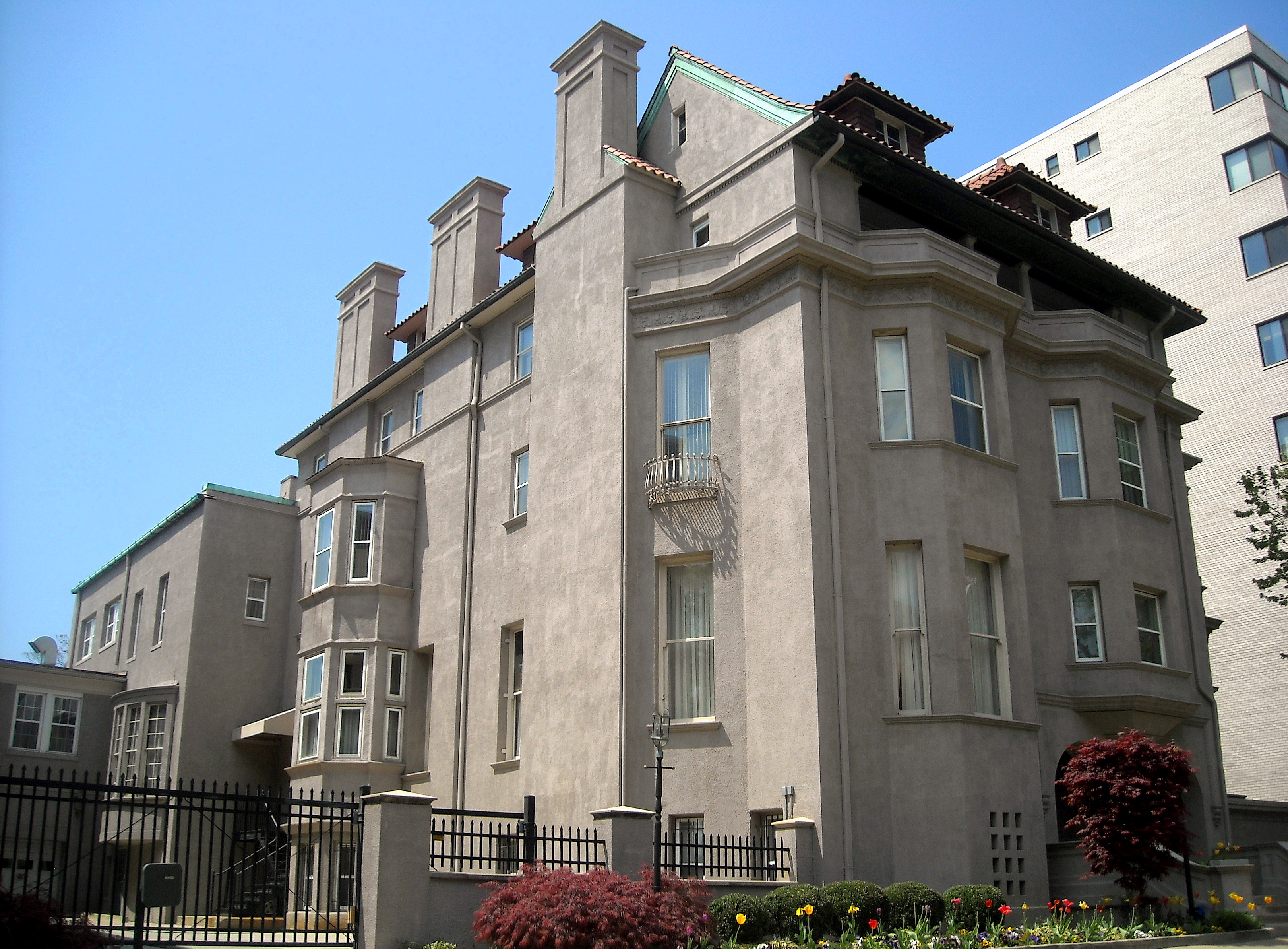
Ancienne résidence de Lee à Washington, DC

Arthur Hamilton Lee est né au presbytère, Bridport, Dorset en 1868. Son père est recteur de l'église anglicane St. Mary's. Il est un petit-fils de Sir John Theophilus Lee, qui, en tant qu'aspirant est présent à la bataille du Nil .
Après avoir fréquenté le Cheltenham College, Lee entre à l'Académie royale militaire de Woolwich. Il est officier dans l'artillerie royale comme sous-lieutenant le 17 février 1888. Il est affecté en Extrême-Orient, en Chine, en tant qu'Adjudant du Royal Hong Kong Regiment. Il est promu lieutenant le 18 février 1891. Il retourne en Angleterre en 1891 et est stationné sur l'île de Wight pendant les deux années suivantes.

## Professeur au Collège militaire royal du Canada
Le 18 août 1893, à l'âge de 24 ans, Lee devient professeur de stratégie et de tactique, au Collège militaire royal du Canada, à Kingston, Ontario, avec le grade local de capitaine. Puisque seulement 11 à 30 cadets entrent annuellement au Collège à cette époque, Lee n'a instruit qu'environ 140 cadets au cours de ses cinq années au Collège (1893–1898), soit les cadets 320 à 457. Le cadet no 433, futur major général Thomas Victor Anderson, futur chef d'état-major de l'Armée canadienne, rappelle que Lee est connu autour du Collège militaire royal sous le nom de "The Nipper", que les cadets l'ont baptisé ainsi parce qu'il chantait les chansons de George Grossmith avec brio. Il aimait rouler et marcher l'hiver sur la glace jusqu'à l'île Wolfe et en ville. Lorsque le colonel Gerald Kitson, KRRC, est devenu commandant du CMR en 1897, le capitaine Lee est venu vivre avec les Kitson dans la résidence du commandant. Au cours de l'été 1897, il est correspondant spécial pour le London Daily Chronicle, couvrant les premières étapes de la Ruée vers l'or du Klondike, sur la base de ses voyages en Alaska et au Yukon. En 1900, lorsque Lee quitte son poste d'attaché militaire britannique à Washington, DC, le colonel Kitson démissionne de son poste de commandant du RMC pour reprendre le poste de Washington laissé vacant par Lee .

## Affectations diplomatiques
Il ne reçoit une promotion substantielle qu'à la fin de sa nomination au CMR le 18 avril 1898. Il devient l'attaché militaire britannique auprès de l'armée américaine à Cuba pendant la guerre hispano-américaine, plus tard en 1898. Il reçoit la médaille de la campagne américaine, est nommé membre honoraire de la 1re cavalerie volontaire américaine - les fameux « Rough Riders » de Roosevelt - et rencontre Theodore Roosevelt. Le 28 janvier 1899, Lee, qui n'a toujours pas 30 ans, est nommé attaché militaire à l'ambassade britannique à Washington, avec le grade temporaire de lieutenant-colonel (pour la durée de sa nomination). Bien qu'il ait préféré être en service actif en Afrique du Sud, puisque la seconde guerre des Boers venait de commencer, Lee apprécie la difficile mission diplomatique .
Le 23 décembre 1899, Lee épouse Ruth Moore (décédée en 1966), fille du banquier new-yorkais John Godfrey Moore. Il l'a rencontrée pour la première fois lors de fêtes à Kingston et à Gananoque et l'a emmenée à des bals au Collège militaire royal de Kingston. Ruth reçoit un héritage substantiel après la mort de son père peu de temps avant le mariage. Lee est promu major de brevet le 8 août 1900, revient au service régimentaire le 22 août 1900, et prend sa retraite de l'armée le 12 décembre 1900.

## Carrière politique
En 1900, Lee revient en Angleterre et se lance dans une carrière politique. Il est élu député conservateur de la circonscription de Fareham aux élections générales de 1900 alors qu'il est encore officier régulier. Il représente Fareham pendant les 18 années suivantes jusqu'à son élévation à la pairie . Il sert comme Lord civil de l'amirauté de 1903 à 1905 sous William Palmer (2e comte de Selborne). Il poursuit son service militaire pendant cette période en tant que membre de la Force des volontaires.
La démission d'Arthur Balfour de son poste de premier ministre conservateur au profit du chef libéral, Henry Campbell-Bannerman, en 1905 et la défaite du Parti conservateur aux élections de 1906 et 1910, envoient Lee dans l'opposition pendant une décennie. Il est président de la commission parlementaire de défense aérienne de 1910 à 1914. Il présente le Criminal Law Amendment Act 1912 .
Au début de la Première Guerre mondiale Lee est le commissaire personnel de Lord Kitchener pour rendre compte des services médicaux de l'armée en France, avec le grade de colonel temporaire. À partir d'octobre 1915, il sert sous David Lloyd George au ministère des Munitions et le suit au War Office en 1916. Il est nommé Chevalier Commandeur de l'Ordre du Bain le 12 juillet 1916.
Le 8 juin 1917, Lloyd George étant devenu Premier ministre, Lee devient directeur général de la production alimentaire sous Rowland Prothero comme président du Conseil de l'agriculture et des pêches. Ayant ensuite quitté l'armée, il est autorisé à conserver le grade honorifique de colonel. Le 1er janvier 1918, il est nommé Chevalier Grand-Croix de l'Ordre de l'Empire britannique. Il est élevé à la pairie le 9 juillet de cette année en tant que baron Lee de Fareham, de Checkers dans le comté de Buckinghamshire, peu de temps avant de démissionner en tant que directeur général de la production alimentaire après des désaccords avec Prothero.
Lee entre au Cabinet et au Conseil privé en août 1919, lorsqu'il est nommé ministre de l'Agriculture et des Pêches, succédant à Prothero. Il devient le premier lord de l'Amirauté le 18 février 1921, et est choisi comme deuxième délégué britannique pour assister à la conférence navale de Washington, avec Arthur Balfour, plus tard cette année. Il démissionne du gouvernement de Lloyd George en 1922 et est promu vicomte Lee de Fareham, de Bridport dans le comté de Dorset, le 9 décembre de la même année.
Les premiers ministres conservateurs Bonar Law et Stanley Baldwin, ainsi que le premier ministre travailliste Ramsay MacDonald, ont tous grandement bénéficié du travail du vicomte Lee au cours de la décennie des années 1920. Il préside les Commissions Royales sur la fonction publique en Inde (1923–1924), le trafic transfrontalier de Londres (1926), et les Pouvoirs et Procédure de Police (1928). Il est président de la Commission du radium et du Comité des rémunérations et pensions de la police (1925). Il est nommé Chevalier Grand Commandeur de l'Ordre de l'Étoile de l'Inde le 1er janvier 1925, et il est promu Chevalier Grand-Croix de l'Ordre du Bain dans les honneurs d'anniversaire du Roi 1929 et fait Chevalier de grâce dans le Vénérable Ordre de Saint-Jean le 20 juin 1930.

## Chequers et mécénat

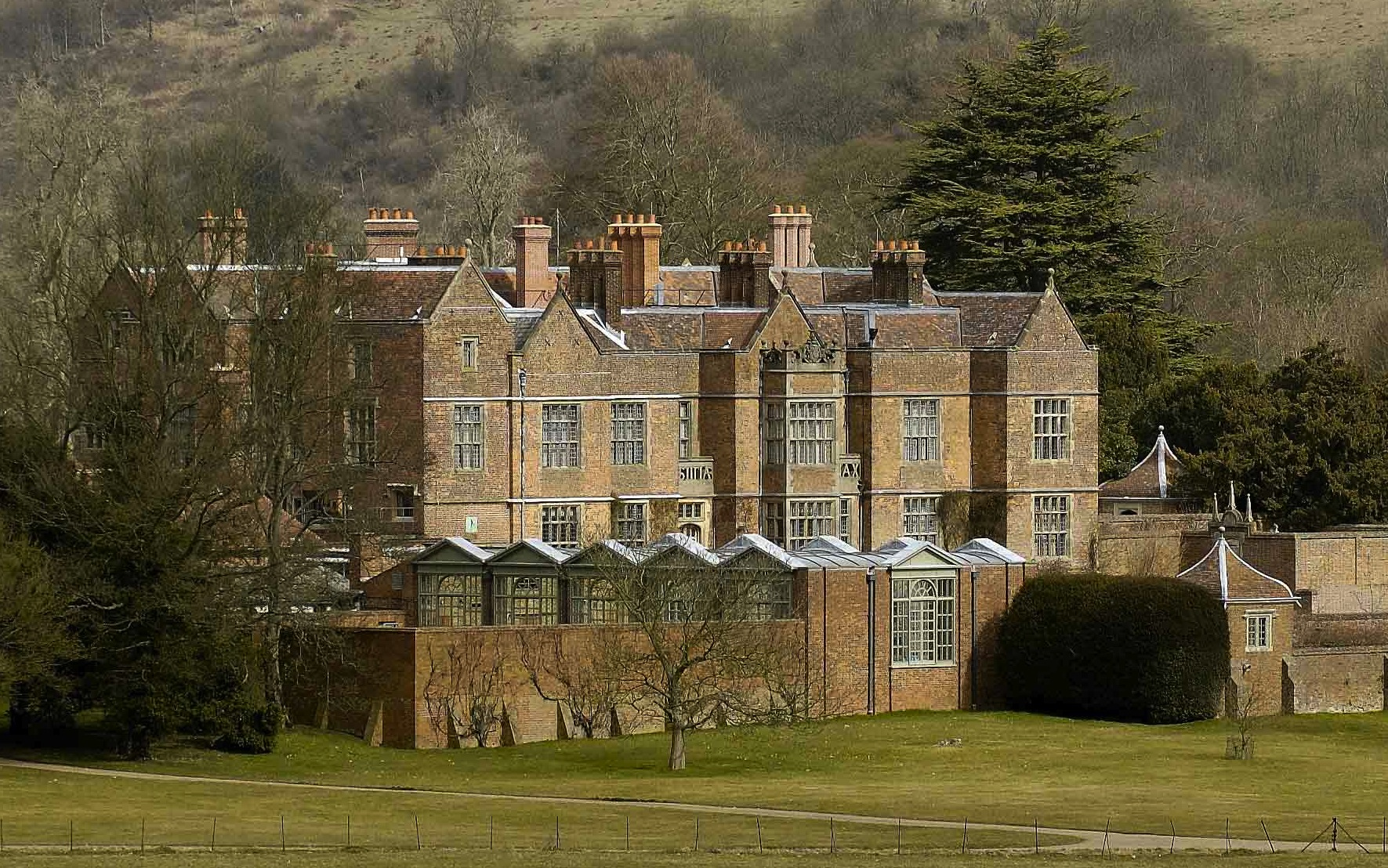
Domaine de Checkers 1909-1921

Lee et sa femme prennent un bail emphytéotique avec Chequers, une maison de campagne dans le Buckinghamshire, en 1909. Les Lees achètent la propriété en 1912 après la mort du propriétaire et commencent la restauration. En 1917, ils donnent le domaine et tout le contenu de la maison qui comprenait une bibliothèque, des papiers et manuscrits historiques et une collection de portraits et d'objets cromwelliens, en fiducie à la nation pour être utilisé comme résidence officielle des Premiers ministres britanniques à perpétuité, grâce au Checkers Estate Act de 1917. Les Lees quittent la propriété en janvier 1921 et Lloyd George est le premier premier ministre à utiliser la propriété ,.
Après avoir donné Checkers, Lee commence une deuxième collection. Il obtient le soutien financier de Samuel Courtauld et Joseph Duveen et créé le Courtauld Institute of Art avec l'Université de Londres. L'institut, le premier à offrir des diplômes en histoire de l'art en Grande-Bretagne, ouvre en 1932 avec William George Constable comme directeur à la demande de Lee. Également avec Courtauld, il persuade l'Université de Londres d'accepter le transfert de l'Institut Warburg de Hambourg avant son rétablissement en 1944. Il fait don d'une collection d'argent et d'autres objets à Hart House, à l'Université de Toronto au Canada en 1940.
De plus, dans les années 1920, Lee est administrateur de la Wallace Collection et de la National Gallery. Il est président de ce dernier en 1931–1932 et membre de la Commission royale des beaux-arts du 26 mai 1926 jusqu'à sa mort.
Entre 1917 et 1939, Lee était président du Cheltenham College .
Lee écrit son autobiographie, intitulée A Good Innings en 1941, et celle-ci est publiée en privé en trois volumes cette année-là. Il est republié par son bon ami Alan Clark, également politicien conservateur, pour les éditeurs J. Murray en 1974.

## Décès
Lord Lee est décédé à Old Quarries, un bâtiment classé grade II à Avening, Gloucestershire, en 1947. Lee n'a pas d'enfants et sa vicomté s'est éteinte à sa mort.
Sa veuve, la vicomtesse Lee, présente au Musée du Collège militaire royal du Canada une canne à tête d'argent de son défunt mari, qu'il a utilisée quotidiennement au CMR cinquante-quatre ans plus tôt. Le bâton comporte deux bandes argentées énumérant les endroits où Lee a servi ou visité entre 1888 et 1904, notamment le Collège militaire royal du Canada. Lady Lee a également présenté au Musée du RMC trois photographies de Lord Lee - deux d'entre elles prises à Kingston, une en uniforme en 1893 et l'autre en 1896 portant un costume à carreaux, un bâton à la main en argent. La troisième est une photographie du portrait d' Herbert James Gunn en pleine tenue d'un chevalier grand-croix de l'ordre très honorable du Bath.